# Sibine laurans
Sibine laurans är en fjärilsart som beskrevs av Dyar 1927. Sibine laurans ingår i släktet Sibine och familjen snigelspinnare. Inga underarter finns listade i Catalogue of Life.